# Melancholie der Ankunft
Melancholie der Ankunft ist eine Sammlung von neun Kurzgeschichten und das Debüt der US-amerikanischen Autorin Jhumpa Lahiri. Die Geschichten beschäftigen sich mit dem Leben von Indern und Indo-Amerikanern, die zwischen ihrer vererbten Kultur und der neuen Welt gefangen sind. Das Werk wurde 1999 im Verlag Houghton Mifflin publiziert.
Das Werk wurde im Jahr 2000 mit dem Pulitzer-Preis für Belletristik und dem Hemingway Foundation PEN Award ausgezeichnet. Das Buch wurde in 29 Sprachen übersetzt; ins Deutsche wurde es von Barbara Heller übertragen.

## Pulitzer-Preis
Die Verleihung des Pulitzer-Preises war eine große Überraschung: für Lahiri wie auch für die literarische Welt. Ihr Buch war kaum bekannt. Sie selbst gibt an, nicht gewusst zu haben, dass sie zu den Anwärtern gehörte. Zudem gewinnen meist Romane und nicht Kurzgeschichten den Pulitzer-Preis.

## Die Geschichten
1. "A Temporary Matter" (dt. Eine vorübergehende Sache)
2. "When Mr. Pirzada Came to Dine" (Wenn Mr. Pirzada zum Essen kam)
3. "Interpreter of Maladies" (Dolmetscher kleiner Unpässlichkeiten)
4. "A Real Durwan" (Ein richtiger Durwan)
5. "Sexy"
6. "Mrs. Sen's" (Bei Mrs. Sen)
7. "This Blessed House" (Ein gesegnetes Haus)
8. "The Treatment of Bibi Haldar" (Bibi Haldars Therapie)
9. "The Third and Final Continent" (Der dritte und letzte Kontinent)